# ADGZ
ADGZ (АДГЦ, нем. Polizei-Panzerkampfwagen ADGZ) — полноприводной тяжёлый бронеавтомобиль времён Второй мировой войны.
Был разработан для австрийской армии в 1933—1934 гг. компанией Austro-Daimler-Puch, которая вскоре была поглощена Steyr. По австрийской классификации назывался M35 Mittlere Panzerwagen. Поступал в войска в 1935—37 гг.
Во время аншлюса 12 машин ADGZ использовались в австрийской армии и 15 в полиции. Немцы стали использовать этот бронеавтомобиль для полицейских нужд. Некоторые ADGZ использовались частями СС на восточном фронте и на Балканах. СС заказали 25 дополнительных машин ADGZ, которые были поставлены в 1942 году.
Интересной особенностью этого бронеавтомобиля было отсутствие кормы — оба конца автомобиля были оборудованы водительским местом и могли служить передом.
3-й батальон 4-го полка СС «Остмарк», усиленный местными добровольцами и переименованный в «SS Heimwehr Danzig» («отряд самообороны „Данциг“»), получил 14 бронеавтомобилей ADGZ, часть из которых использовалась в ходе боёв за почтовое отделение в Вольном городе Данциге (Гданьске) 1 сентября 1939 года.
Позже, после вторжения в СССР, несколько ADGZ были оборудованы башнями трофейных советских лёгких танков Т-26.

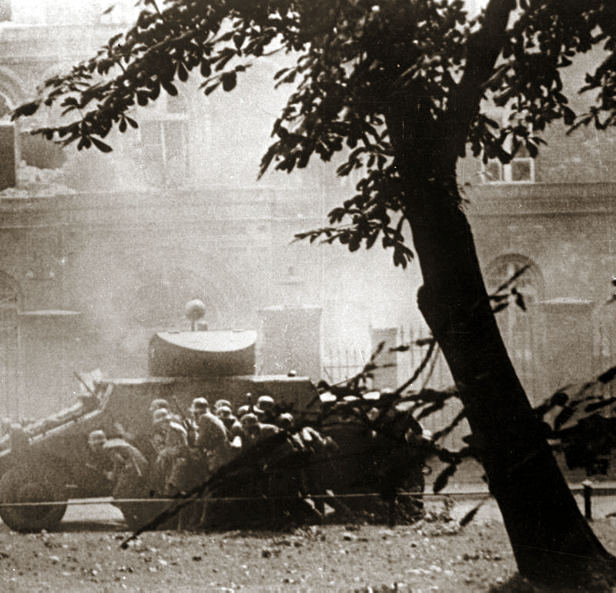
Штурм здания Польской почты в Гданьске
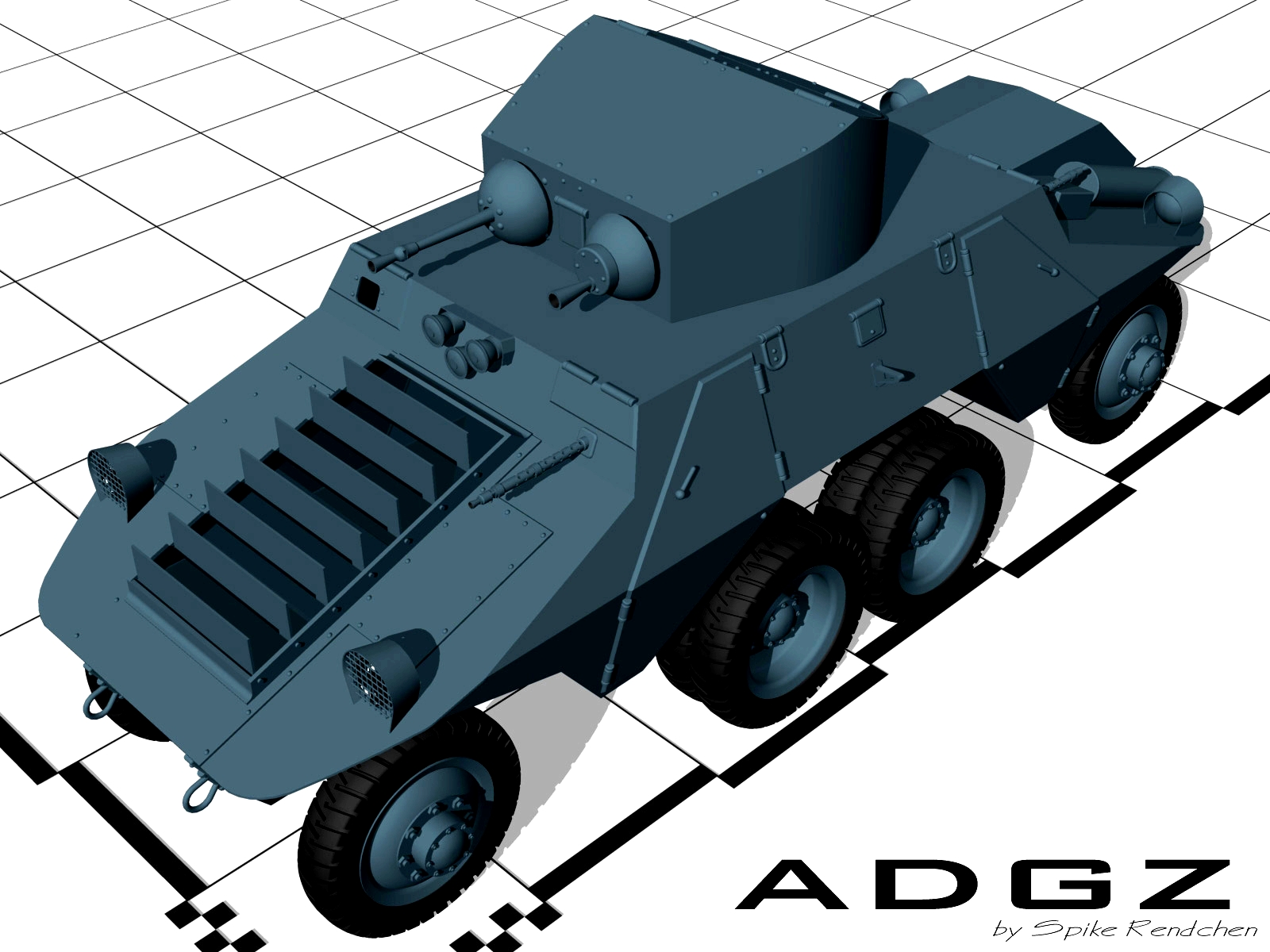